# Nematocampa resistaria
Nematocampa resistaria är en fjärilsart som beskrevs av Herrich-Schäffer 1856. Nematocampa resistaria ingår i släktet Nematocampa och familjen mätare. Inga underarter finns listade i Catalogue of Life.

## Bildgalleri

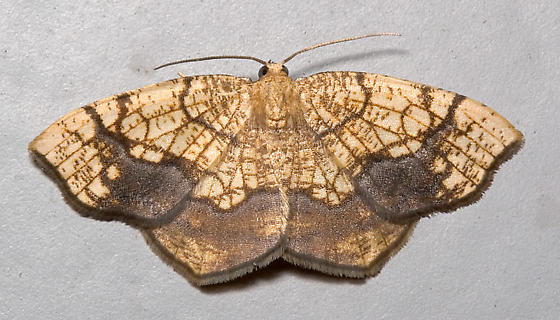
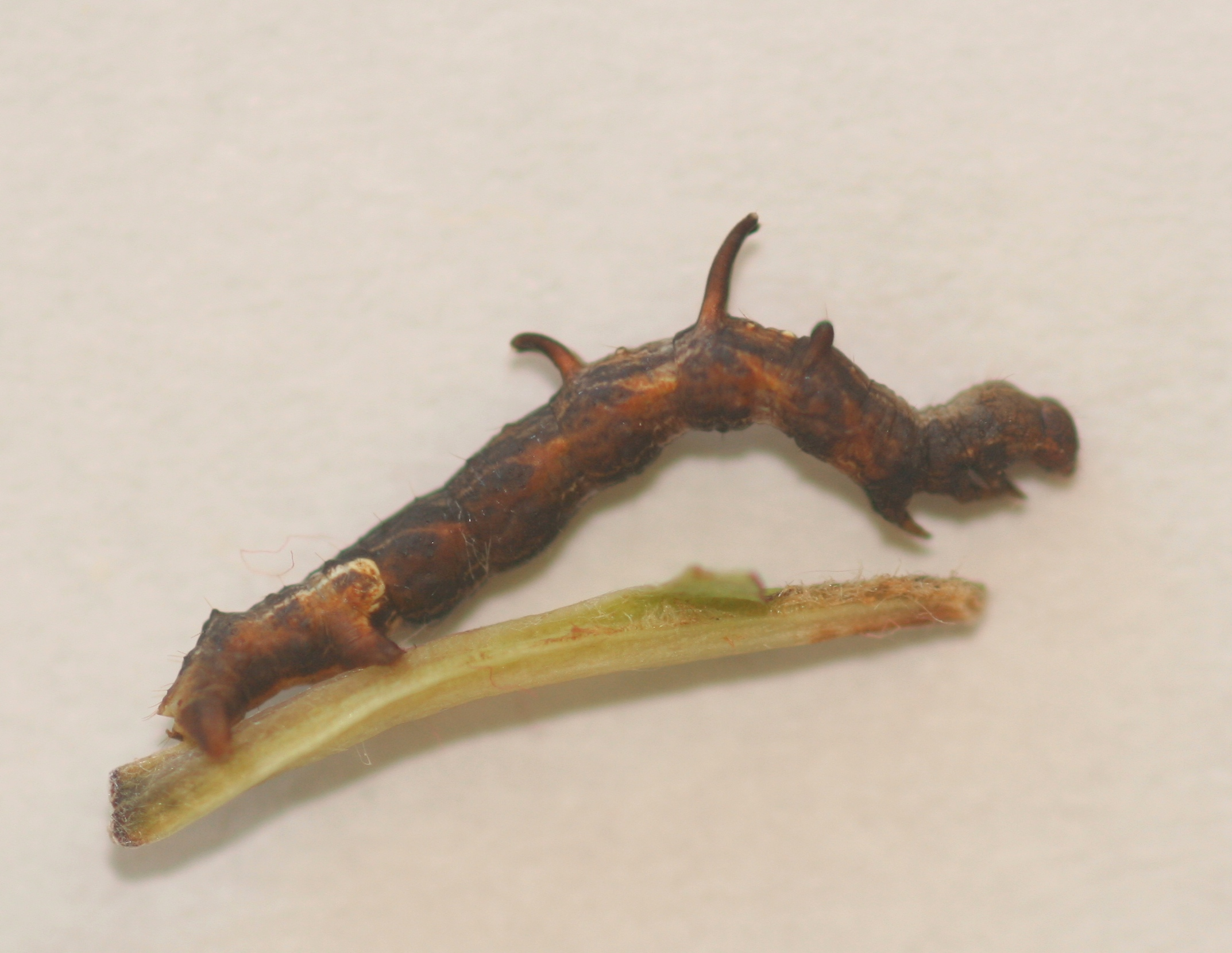